# Popular Problems
Popular Problems es el decimotercer álbum de estudio del músico canadiense Leonard Cohen, publicado por la compañía discográfica Columbia Records el 23 de septiembre de 2014. El disco fue producido por Patrick Leonard, quien trabajó con Cohen en su predecesor, Old Ideas, y conmemora el ochenta cumpleaños del músico.
Popular Problems fue anunciado oficialmente el 19 de agosto a través de la web oficial de Cohen con la publicación de «Almost Like the Blues» como primer adelanto. Dos canciones, «Born in Chains» y «My Oh My», fueron estrenadas previamente en directo: la primera fue interpretada en varios conciertos en 2010, mientras que la segunda fue tocada durante diversos ensayos el mismo año. 
Tras su lanzamiento, Popular Problems obtuvo un éxito similar al conseguido por Old Ideas dos años antes. Obtuvo en general buenas reseñas de la prensa musical, que calificó el trabajo como «una buena adición a su legado» y «un retorno triunfal a la escena en vivo reflejado en el gutural aplomo de su voz». A nivel comercial, alcanzó el primer puesto en las listas de discos más vendidos de países como Austria, Canadá, Dinamarca, Noruega, Nueva Zelanda, Países Bajos, Portugal y Suiza, y fue certificado como disco de oro en Polonia al superar las 100 000 000 copias vendidas.

## Recepción
Desde su publicación, Popular Problems obtuvo en general buenas reseñas de la prensa musical, con una media de 86 sobre 100 en la web Metacritic, basada en 22 reseñas. Thom Jurek de Allmusic escribió que, con ochenta años, «Cohen no solo tiene mucho aun en el tanque, sino que está más confiado y comprometido», y lo definió como su mejor álbum desde The Future. The New York Times le otorgó una reseña moderadamente positiva, calificó a Cohen como «uno de los aforistas más profundos del rock» y definió la «producción bouncy country de "Did I Ever Love You" como el mayor paso en falso del álbum». Por otra parte, Neil McCormick de Daily Telegraph definió el álbum como «una obra maestra».

## Lista de canciones
Todas las canciones escritas y compuestas por Leonard Cohen y Patrick Leonard excepto donde se anota. 
| N.º | Título                  | Escritor(es)                 | Duración |  |
| 1.  | «Slow»                  |                              | 3:25     |  |
| 2.  | «Almost Like the Blues» |                              | 3:28     |  |
| 3.  | «Samson in New Orleans» | Leonard Cohen                | 4:39     |  |
| 4.  | «A Street»              | Leonard Cohen, Anjani Thomas | 3:32     |  |
| 5.  | «Did I Ever Love You»   |                              | 4:10     |  |
| 6.  | «My Oh My»              |                              | 3:36     |  |
| 7.  | «Nevermind»             |                              | 4:39     |  |
| 8.  | «Born in Chains»        | Leonard Cohen                | 4:55     |  |
| 9.  | «You Got Me Singing»    |                              | 3:31     |  |

## Personal
| Músicos - Leonard Cohen: voz - Joe Ayoub: bajo - Alexandra Bublitchi: violín - Charlean Carmon: coros - Donna De Lory: coros - Dana Glover: coros - James Hurrah: guitarra - Patrick Leonard: instrumentación y teclados - Brian Macleod: batería | Equipo técnico - Bill Bottrell: mezclas - Stephen Marcussen: masterización - Kezban Özcan: productor asociado y fotografía - Ed Sanders: coordinador de mezclas - Naomi Scully: coordinador de mezclas - Jesse E. String: mezclas |

## Posición en listas
| País              | Lista                     | Posición |
| ----------------- | ------------------------- | -------- |
| Alemania          | Media Control Album Chart | 4        |
| Australia         | ARIA Albums Chart         | 6        |
| Austria           | Ö3 Austria Top 40         | 1        |
| Bélgica (Valonia) | Ultratop 200 Albums       | 1        |
| Bélgica (Flandes) | Ultratop 200 Albums       | 2        |
| Canadá            | Canadian Albums Chart     | 1        |
| Dinamarca         | Danish Albums Chart       | 1        |
| España            | Spanish Albums Chart      | 3        |
| Estados Unidos    | Billboard 200             | 3        |
| Francia           | SNEP Albums Chart         | 2        |
| Finlandia         | Finnish Albums Chart      | 2        |
| Noruega           | VG-lista Albums Chart     | 1        |
| Nueva Zelanda     | New Zealand Albums Chart  | 1        |
| Países Bajos      | Mega Albums Top 100       | 1        |
| Polonia           | ZPAV Albums Chart         | 3        |
| Portugal          | Portuguese Albums Charts  | 1        |
| Reino Unido       | UK Albums Chart           | 5        |
| Suecia            | Albums Top 60             | 5        |
| Suiza             | Hit Parade Top 100        | 1        |